# Argentoratae
Argentoratae, in seguito Argentoratum, era il nome del castrum romano che sorgeva nei pressi dell'odierna Strasburgo.

## Storia
I Romani arrivarono in Gallia, più precisamente in Alsazia, grazie a Gaio Giulio Cesare nel 58 a.C., quando il proconsole riuscì a fermare l'invasione germanica di Ariovisto. Al termine della conquista e la successiva organizzazione operata dal braccio destro di Ottaviano, Marco Vipsanio Agrippa (prima nel 38 a.C. e poi ancora nel 29 a.C.), il confine naturale fu posto sul Reno.

### Da Augusto a Domiziano
Il primo castrum ausiliario (al cui interno potrebbe essere stata alloggiata l'Ala Petriana Treverorum) potrebbe appartenere ad un periodo di poco successivo al 12 a.C., quando Druso maggiore diede inizio alla conquista della Germania libera. Quest'ultimo negli anni 10 a.C.  e 9 a.C., operando da Mogontiacum (non molto a nord di Argentoratae), sconfisse prima i Mattiaci, poi i Catti e i Marcomanni, devastando le loro terre, e spingendosi dove nessun altro romano era giunto mai, al fiume Elba.
Negli anni 8-7 a.C. Tiberio tornò nuovamente in Germania per continuare quanto aveva lasciato in sospeso il fratello Druso. Egli riuscì a consolidare l'occupazione romana fino al fiume Weser. Nuove azioni furono in seguito condotte nell'area compresa tra Reno e Danubio negli anni successivi (dal 6 a.C. al 3 d.C., dopo che Tiberio si era ritirato in esilio volontario), da altri generali di Augusto come Senzio Saturnino, Lucio Domizio Enobarbo e Marco Vinicio.
Non molto distante dal castrum di Argentoratae, in località Ehl, è stata però rinvenuta un'iscrizione con il numero "IIVX", che potrebbe rappresentare il numero della legio XVII scritto al contrario. E poiché tale legione fu distrutta nella clades variana del 9, non possiamo escudere che l'accampamento militare non sia stato ampliato ed utilizzato da una legione, anche prima di questa data.
Resta certo che solo dopo le campagne di Germanico degli anni 14-16, Argentoratae ospitò all'interno del castrum, un'intera legione. Si trattava della legio II Augusta, che qui soggiornò fino attorno al 43, quando partì per la conquista della Britannia.

### Da Domiziano al III secolo: gliAgri decumates
Una nuova legione fu posizionata in questo castrum (la legio VIII Augusta, legione che prese parte alla conquista degli Agri decumeates) solo a partire da Domiziano (88-90). E Argentoratae acquisì ulteriore importanza con l'abbandono del limes germanico-retico attorno al 260, quando tornò a essere un accampamento militare di confine.

### Tardo impero: IV e V secolo
La città fu saccheggiata dagli Alemanni nel 355 e due anni più tardi, nell'agosto del 357, l'esercito romano di Giuliano sconfisse, proprio presso Argentoratae (ormai detta Argentoratum), le truppe alemanne condotte da Cnodomario, seppure più numerose. La città fu però distrutta da Attila nel corso dell'invasione del 451.